# 1890 na literatura

## Eventos
- Durante o ano de 1890, a literatura em lingua portuguesa foi marcada, principalmente, pelos lançamentos das obras Correspondência de Fradique Mendes e A Ilustre Casa de Ramires, de Eça de Queiroz; Oaristos, de Eugênio de Castro, em Portugal; e Dom Casmurro, de Machado de Assis e o cortiço, de Aluísio de Azevedo, no Brasil. O período foi marcado pela ascendência das escolas real-naturalista e parnasiana.
- Publicação da obra de 555 páginas denominada: “Bibliotheca Açoreana” de Ernesto do Canto.

## Nascimentos
| Data            | Nome                      | Profissão                                        | Nacionalidade  | Observações | Ref |
| --------------- | ------------------------- | ------------------------------------------------ | -------------- | ----------- | --- |
| 11 de Janeiro   | Oswald de Andrade         | escritor modernista                              | Brasil         | m. 1954     |     |
| 10 de Fevereiro | Boris Pasternak           | poeta e romancista                               | Rússia         | m. 1960     |     |
| 2 de Maio       | E. E. Smith               | escritor de ficção científica                    | Estados Unidos | m. 1965     |     |
| 10 de Maio      | Mário de Sá-Carneiro      | escritor                                         | Portugal       | m. 1916     |     |
| 29 de Junho     | Afonso Frederico Schmidt  | escritor e jornalista                            | Brasil         | m. 1964     |     |
| 24 de julho     | Guilherme de Almeida      | advogado, jornalista, poeta, ensaísta e tradutor | Brasil         | m. 1969     |     |
| 20 de Agosto    | Howard Phillips Lovecraft | escritor                                         | Estados Unidos | m. 1937     |     |
| 15 de Setembro  | Agatha Christie           | escritora                                        | Inglaterra     | m. 1976     |     |
| 4 de Novembro   | Alfred Henschke           | escritor                                         | Alemanha       | m. 1928     |     |

## Mortes
| Data       | Nome                  | Profissão | Nacionalidade | Observações | Ref |
| ---------- | --------------------- | --------- | ------------- | ----------- | --- |
| 1 de junho | Camilo Castelo Branco | escritor  | Portugal      | n. 1825     |     |